# Фёдор Давыдович (князь галицкий)
Фёдор Давыдович (умер в 1335) — удельный князь галицкий после 1310 года, второй сын Галицко-Дмитровского князя Давыда Константиновича от брака с дочерью ярославского князя Фёдора Ростиславича Чёрного. 

## Биография
В ряде родословных имя Фёдора отсутствует, однако как П. В. Долгоруков, так и А. В. Экземплярский считают его сыном галицко-дмитровского князя Давыда Константиновича от брака со старшей дочерью ярославского князя Фёдора Ростиславича Чёрного. Также у Давыда в родословных упоминается сын Иван. По мнению А. В. Экземплярского, его сыном также был дмитровский князь Борис.
О правлении Фёдора ничего неизвестно. Хотя Экземплярский не исключает, что он мог унаследовать Галицкое княжество сразу после смерти отца, но в 1310 году в качестве галицкого князя упоминается его дядя Василий, брат Давыда Константиновича. Поэтому возможно, что Галицко-Дмитровское княжество досталось племянникам Василия после его смерти, которые разделили владения между собой. Фёдору в итоге досталось Галич-Мерское княжество, а Борису — Дмитровское княжество.
Никоновская летопись в 1335 году сообщает о смерти князя Фёдор (без отчества). По мнению А. В. Экземплярского, этот Фёдор идентичен галицкому князю Фёдору Константиновичу. Некоторые родословные сообщают, что Фёдор Константинович продал половину Галича московскому князю Ивану Калите. В качестве «купли» деда упоминает в своей духовной грамоте и Дмитрий Иванович Донской. Однако вопрос о том, действительно ли состоялась данная «купля» является предметом споров среди историков.
Фёдор оставил единственного сына Ивана, известного только по некоторым родословным.